# Travelodge
Travelodge är en grupp av hotellkedjor som finns i USA, Kanada, Storbritannien, Irland, Spanien och Australien. Travelodge är en del av Wyndham worldwide.